# The Platinum Collection (Queen-album)
A The Platinum Collection a brit Queen rockegyüttes 2000-ben megjelent válogatásalbuma (Amerikában csak 2002-ben jelent meg). Az addigi három válogatásuk, a Greatest Hits, a Greatest Hits II és a Greatest Hits III díszdobozos kiadását jelenti. A Nielsen SoundScan felmérései szerint 2009-ig Amerikában 679 ezer példány kelt el belőle.

## Az album dalai
| 1.  | Bohemian Rhapsody              | Freddie Mercury | 5:55 |
| 2.  | Another One Bites the Dust     | John Deacon     | 3:32 |
| 3.  | Killer Queen                   | Mercury         | 2:57 |
| 4.  | Fat Bottomed Girls             | Brian May       | 3:16 |
| 5.  | Bicycle Race                   | Mercury         | 3:01 |
| 6.  | You’re My Best Friend          | Deacon          | 2:52 |
| 7.  | Don’t Stop Me Now              | Mercury         | 3:29 |
| 8.  | Save Me                        | May             | 3:43 |
| 9.  | Crazy Little Thing Called Love | Mercury         | 2:42 |
| 10. | Somebody to Love               | Mercury         | 4:56 |
| 11. | Now I’m Here                   | May             | 4:10 |
| 12. | Good Old-Fashioned Lover Boy   | Mercury         | 2:54 |
| 13. | Play the Game                  | Mercury         | 3:30 |
| 14. | Flash’s Theme                  | May             | 2:46 |
| 15. | Seven Seas of Rhye             | Mercury         | 2:47 |
| 16. | We Will Rock You               | May             | 2:01 |
| 17. | We Are the Champions           | Mercury         | 2:59 |

| 1.  | A Kind of Magic           | Roger Taylor      | 4:22 |
| 2.  | Under Pressure            | Queen/David Bowie | 3:56 |
| 3.  | Radio Ga Ga               | Taylor            | 5:43 |
| 4.  | I Want It All             | Queen             | 4:01 |
| 5.  | I Want to Break Free      | John Deacon       | 4:18 |
| 6.  | Innuendo                  | Queen             | 6:27 |
| 7.  | It’s a Hard Life          | Freddie Mercury   | 4:09 |
| 8.  | Breakthru                 | Queen             | 4:09 |
| 9.  | Who Wants to Live Forever | Brian May         | 4:57 |
| 10. | Headlong                  | Queen             | 4:33 |
| 11. | The Miracle               | Queen             | 4:54 |
| 12. | I’m Going Slightly Mad    | Queen             | 4:07 |
| 13. | The Invisible Man         | Queen             | 3:58 |
| 14. | Hammer to Fall            | May               | 3:40 |
| 15. | Friends Will Be Friends   | Mercury/Deacon    | 4:08 |
| 16. | The Show Must Go On       | Queen             | 4:23 |
| 17. | One Vision                | Queen             | 4:02 |

| 1.  | The Show Must Go On                            | Queen                       | Elton John                  | 4:35 |
| 2.  | Under Pressure (rah mix)                       | Queen, David Bowie          |                             | 4:08 |
| 3.  | Barcelona                                      | Freddie Mercury, Mike Moran | Montserrat Caballé, Mercury | 4:25 |
| 4.  | Too Much Love Will Kill You                    | Brian May                   |                             | 4:18 |
| 5.  | Somebody to Love                               | Mercury                     | George Michael              | 5:07 |
| 6.  | You Don’t Fool Me                              | Mercury, Roger Taylor       |                             | 5:22 |
| 7.  | Heaven for Everyone                            | Taylor                      |                             | 4:37 |
| 8.  | Las Palabras de Amor                           | May                         |                             | 4:29 |
| 9.  | Driven by You                                  | May                         |                             | 4:09 |
| 10. | Living On My Own (No More Brothers remix)      | Mercury                     |                             | 3:37 |
| 11. | Let Me Live                                    | Mercury, Taylor             |                             | 4:45 |
| 12. | The Great Pretender                            | Buck Ram                    |                             | 3:26 |
| 13. | Princes of the Universe                        | Mercury                     |                             | 3:31 |
| 14. | Another One Bites the Dust (Wyclef Jean remix) | John Deacon                 |                             | 4:20 |
| 15. | No-One But You (Only The Good Die Young)       | May                         |                             | 4:11 |
| 16. | These Are the Days of Our Lives                | Taylor                      |                             | 4:22 |
| 17. | Thank God It’s Christmas                       | Taylor, May                 |                             | 4:19 |

## Helyezések és eladások
| Ország        | Helyezés | Eladási minősítés | Eladás   |
| ------------- | -------- | ----------------- | -------- |
| Anglia        | 2        | arany             | 100 000+ |
| Amerika       | 48       | arany             | 500 000+ |
| Franciaország | —        | 2× arany          | 416 700+ |
| Németország   | 54       | arany             | 100 000+ |
| Svájc         | —        | arany             | 15 000+  |
| Hollandia     | 5        | 2× platina        | 100 000+ |
| Finnország    | –        | arany             | 15 623+  |

## Külső hivatkozások
- Hivatalos információk. QueenOnline